# Мрикотенко, Дмитрий Робертович

## Биография
Дмитрий Робертович Мрикотенко родился в Тбилиси 19 апреля, 1970 года.
Первой работой на профессиональной сцене стала сыгранная в 10 лет роль Бачаны-мальчика в спектакле «Закон вечности», по роману Н.Думбадзе, в Тбилисском русском драматическом театре им. А. С. Грибоедова. Окончив учёбу в Тбилисском театральном институте им. Ш.Руставели, служил в драматическом театре, а затем ушел на эстраду.
С 1995 по 2006 гг создал спектакли-ревю «Одесские дворы», «Блуждающие звезды», «Шут с Вами», «И смех, и грех», гастролируя по городам России, США, Германии, Чехии, Израиля.
С 2006 года регулярно принимал участие в телепрограммах "Смеяться разрешается", "Смех с доставкой на дом", "Клуб Юмора", "Добрый вечер, Москва" на каналах «Россия» и «ТВЦ», в 2007—2011 являлся художественным руководителем и ведущим фестиваля «Зона Шансона» в Юрмале, концертных и юбилейных программ в концертном зале «Россия», «Лужниках», зале им. Чайковского, Московском театре эстрады.
В 2006 году по приглашению «Москонцерта» возглавил концертно-фестивальный отдел этой прославленной концертной организации. Программы и шоу созданные Д.Мрикотенко (режиссер — засл.арт. России В.Пасынков) с участием звезд российской эстрады И.Кобзона,Л.Зыкиной Л.Долиной, Г.Лепса,И.Алегровой, Т.Гвердцители и др. стали визитной карточкой «Москонцерта».
В 2022 году увидела свет первая книга Дмитрия "Истории без глянца".  В его приключенческих эссе значимые исторические события и факты, изложенные без глянца, превратились в изящную литературу, наполненную ироничным юмором, неожиданными детективными поворотами, манящими утонченными  деталями,  едва прикрытыми эротичной вуалью.

## Личная жизнь
В 21 год, влюбившись в французскую княгиню грузинского происхождения Ирму Канделаки, жил в Париже в гражданском браке. Их отношения продлились недолго, в связи с трагической гибелью княгини. В 2005 году женился на дочери знаменитого профессора-нейрохирурга Э. И. Канделя и племяннице народного артиста СССР И. Д. Кобзона Марианне Кандель. В 2009 году у супругов родился сын Эдвард.